# Ernst Fiedler
Ernst Fiedler   (Chemnitz, 22 de juliol de 1861 - Zúric, 16 de juliol de 1954) va ser un matemàtic suís.

## Vida i Obra
Fiedler era fill de Wilhelm Fiedler, professor de matemàtiques del ETH Zuric des del 1867. De 1879 a 1882 va estudiar matemàtiques al ETH Zuric; el 1882 es va traslladar a Berlin per estudiar amb Weierstrass, Frobenius i altres grans professors. El 1885 se'n va anar novament a Leipzig, on va obtenir el seu doctorat sota la direcció de Felix Klein el 1885.
Retornat a Zurich, va ser privatdozent (professor auxiliar) al ETH Zurich. El 1889 va ser nomenat professor titular de la Industrieschule (el 1904 anomenada Oberrealschule, i avui Kantonsschule Rämibühl). Va ser el director de l'escola des del 1904 fins al 1926 quan es va retirar.
Fiedler només va escriure alguns llibres de text per a secundària, cap article de recerca. No obstant, va deixar apunts de les classes donades pel seu pare i altres professors com Weierstrass.
He es va enrolar a l'exèrcit suís, arribant a ser el seu més jove coronel. Des del 1889 va donar classes de balística al Polytechnicum. També va ser membre de diversos comitès per a la millora de les escoles secundàries.